# Rafael Agustín Gumucio
Rafael Agustín Gumucio Vives (Santiago, 22 de febrero de 1909-ibíd., 28 de junio de 1996) fue un abogado, académico y político chileno, militante de la Falange Nacional (FN) —que luego se transformó en el Partido Demócrata Cristiano (PDC)—, y posteriormente del Movimiento de Acción Popular Unitaria (MAPU) y de la Izquierda Cristiana (IC). Se desempeñó como regidor por la comuna de Santiago entre 1938 y 1941; subsecretario de Hacienda bajo el gobierno del presidente Gabriel González Videla, entre 1946 y 1952; diputado de la República en representación de la 7ª Agrupación Departamental (Santiago) durante dos periodos consecutivos, desde 1955 hasta 1965; y senador en representación de la 4ª Agrupación Provincial (Santiago) entre 1965 y 1973.

## Primeros años
Era hijo del exparlamentario Rafael Luis Gumucio Vergara y de Amalia Vives Vives. Su hermano Vicente, se desempeñó como secretario general de la Junta Aeronáutica Civil (JAC) entre octubre de 1950 y noviembre de 1960, durante los gobiernos de los presidentes Gabriel González Videla, Carlos Ibáñez del Campo y Jorge Alessandri. Realizó sus estudios secundarios en los Sagrados Corazones de Santiago. Terminada su etapa escolar ingresó a la carrera de derecho en la Pontificia Universidad Católica (PUC). En 1927 efectuó cursos de perfeccionamiento en la Universidad de Lovaina, Bélgica.
Desde 1927 hasta 1930 vivió en Lovaina, Bélgica, junto a su padre quien había sido desterrado por el entonces presidente Carlos Ibáñez del Campo. Durante el exilio murió su madre.
Finalizados sus estudios universitarios ejerció su profesión en el estudio jurídico de su padre. Entre 1938 y 1941 se desempeñó como administrador de propiedades y también se dedicó a la labor docente como profesor de hacienda pública en la Facultad de Economía de la Pontificia Universidad Católica de Chile. En forma paralela, en 1941, se desempeñó como fiscal de la Caja de Crédito Hipotecario.
Se casó en 1939 con Marta Rivas González (hija del exministro de Estado Manuel Rivas Vicuña), con quien fue padre de tres hijos: Rafael Luis, Manuela y Juan Sebastián. Es abuelo de Marco Enríquez-Ominami (hijo de Manuela), quien fuera diputado y candidato presidencial en las elecciones de 2009, de 2013, de 2017 y de 2021; y de Rafael Gumucio (hijo de Rafael). También era sobrino del parlamentario Rafael Vives Vives.

## Trayectoria política

### Inicios
Inició sus actividades políticas como estudiante universitario al ocupar la presidencia del Centro de Alumnos de Derecho. En 1934 se incorporó a la Juventud Conservadora, en la que permaneció hasta 1938, siendo uno de los fundadores de la Falange Nacional (FN). En este partido alcanzó los cargos de presidente entre 1954 y 1957, siendo el último en ejercer ese cargo.

### Regidor por Santiago y director general de la Oficina de Estadísticas
En las elecciones municipales de 1938 fue electo como regidor por la comuna de Santiago durante el gobierno de Pedro Aguirre Cerda (1938-1941). Luego, entre 1942 y 1943 se desempeñó como comisario general de Subsistencias y Precios. Posteriormente, en 1944 fue nombrado por el presidente Juan Antonio Ríos, como director general de la Oficina de Estadística (INE) y luego participó en diversas comisiones fiscales de organización administrativa en diferentes servicios.

### Subsecretario de Hacienda de Gabriel González Videla
Por consiguiente, fue nombrado como subsecretario de Hacienda durante el gobierno del presidente Gabriel González Videla, entre 1946 y 1952. En tal calidad, en 1950 encabezó la delegación chilena en la reunión del General Agreement on Tariffs and Trade (GATT), celebrada en Inglaterra.

### Diputado y fundación del PDC
El 22 de marzo de 1955 asumió como diputado por la 7ª Agrupación Departamental de Santiago (1° distrito), por el periodo 1953-1957. Fue electo en votación extraordinaria el 6 de febrero debido a la vacante dejada por Sergio Recabarren Valenzuela. Integró la Comisión Permanente de Hacienda; la Comisión Mixta de Presupuesto y la Comisión Especial Investigadora de Actividades Antidemocráticas, en 1956.
En las elecciones parlamentarias de 1957 fue reelecto como diputado por la misma Agrupación, por el período legislativo 1957-1961. Integró la Comisión Permanente de Hacienda; la de Educación Pública; de Policía Interior y Reglamento; de Trabajo y Legislación Social; de Defensa Nacional; de Constitución, Legislación y Justicia; y la Comisión Mixta de Presupuesto. También participó en la Comisión Especial Investigadora de los sucesos ocurridos en Santiago, en 1957; de la Casa de Moneda de Chile, en 1959; y la Comisión Especial de los sucesos del 2 de abril de 1957.
En 1957 fue presidente de la delegación chilena ante el Congreso Mundial Demócrata Cristiano realizado en Milán, Italia. En ese mismo año además, fue uno de los fundadores del Partido Demócrata Cristiano (PDC), colectividad donde asumió como primer presidente.
En las elecciones parlamentarias de 1961 obtuvo la segunda reelección como diputado por la 7ª Agrupación Departamental, Santiago (1° distrito), por el período 1961-1965. Integró las Comisiones Permanentes de Hacienda; de Trabajo y Legislación Social; y de Constitución, Legislación y Justicia. También formó parte de las Comisiones Especiales de Arica entre 1962 y 1963; de la Vivienda entre 1963 y 1964; de Deportes y Educación Física en 1964; y la Comisión Mixta de Presupuesto.
En 1965 viajó a Ginebra, Suiza para asistir al Consejo Económico y Social de las Naciones Unidas donde fue miembro de la Comisión de los Derechos del Hombre.

### Senador
En las elecciones parlamentarias de ese año, fue electo como senador por la 4ª Agrupación Provincial de Santiago, por el periodo 1965-1973. Integró la Comisión Permanente de Economía y Comercio; y la de Defensa Nacional. Fue además, reemplazante en la Comisión Permanente de Constitución, Legislación, Justicia y Reglamento; y en la de Hacienda. Durante su labor legislativa, fue miembro del comité parlamentario Demócrata Cristiano desde 1965 hasta 1967. Luego, entre 1969 y 1971, fue miembro adherente del comité parlamentario del Partido Social Demócrata (PSD).
Paralelamente, en este período fue presidente nuevamente del PDC, entre 1967 y 1968.

#### Labor parlamentaria
Entre las mociones presentadas que llegaron a ser ley durante la totalidad de su desempeño parlamentario están la Ley N° 13.195 del 31 de octubre de 1958 sobre incorporación al régimen previsional de los obreros municipales de Santiago; la Ley 16.227 del 17 de marzo de 1965 relativo al descanso dominical de empleados y obreros de establecimiento comerciales; la Ley N° 16.069 del 18 de enero de 1965 correspondiente a franquicias para la internación de elementos para los Centros de Ski.

### Renuncia al PDC y fundación del MAPU
El 5 de mayo de 1969 renunció al PDC y se incorporó al Movimiento de Acción Popular Unitaria (MAPU), siendo uno de sus fundadores. Entre el 4 y el 7 de agosto de 1969 asistió a la IV Asamblea Ordinaria del Parlamento Latinoamericano de Bogotá, Colombia.
En 1971 junto con un sector cristiano del MAPU y exmilitantes del PDC, dejó la colectividad para participar en la constitución del movimiento Izquierda Cristiana (IC). A partir del 17 de agosto de 1971, participó en la Comisión Política de esa colectividad. En 1972 viajó a París, Francia, como integrante de la «Comisión Renegociadora de la Deuda Externa» durante el gobierno de Salvador Allende.

### Golpe de Estado y exilio
En 1973, una vez finalizado su período como parlamentario, asumió la presidencia del Partido Federado de la Unidad Popular (UP). Ese mismo año fue nominado por el presidente Salvador Allende como embajador de Chile en Francia. Sin embargo no llegó a asumir el cargo, pues fue exiliado tras el golpe de Estado del 11 de septiembre de 1973.
Entre 1973 y 1983, como exiliado en Francia, participó activamente en la lucha contra la dictadura militar del general Augusto Pinochet, siendo recibido por el entonces presidente François Mitterrand. Fue también, columnista de las revistas Apsi y Análisis. El 6 de octubre de 1975, tras el atentado que afectó a su compañero de partido Bernardo Leighton Guzmán y a su esposa, viajó a Roma, Italia.
Regresó del exilio en 1983, y su primera actividad fue participar en una masiva Liturgia en la Parroquia San Luis Beltrán de Pudahuel, y colaborar con la oposición a la dictadura militar. En 1985 fue uno de los integrantes del grupo político Intransigencia Democrática. Integró el directorio del periódico Fortín Mapocho.

### Últimos años y fallecimiento
En marzo de 1989 fundó junto a Matilde Chonchol, José Aldunate SJ, Julio Silva Solar, Jaime Escobar y un grupo de laicos, pastores y sacerdotes, fundó la revista ecuménica Reflexión y Liberación, la cual dirigió hasta el momento de su muerte. En noviembre de 1993 fue homenajeado en la «Casa de Ejercicios San Francisco Javier». En esta ocasión se le entregó una distinción especial por parte de la Confraternidad Cristiana de Iglesias y pronunció su último discurso.
A fines de 1994 terminó su libro de memorias Apuntes de Medio Siglo. Falleció el 28 de junio de 1996, en Santiago. Fue despedido en una Liturgia presidida por su hermano el padre Esteban Gumucio SS.CC junto a una treintena de sacerdotes. Está enterrado en el Cementerio General de Santiago, en el mausoleo familiar.

## Historial electoral

### Elecciones parlamentarias de 1961
- Elecciones parlamentarias de 1961, candidato a diputado por la 7ª Agrupación Departamental, Santiago.[5]

(Se consideran solo diez primeras mayorías, sobre 18 diputados electos)

### Elecciones parlamentarias de 1965
- Elecciones parlamentarias de 1965, candidato a senador por la 4ª Agrupación Provincial, Santiago Período 1965-1973 (Fuente: Dirección del Registro Electoral, Domingo 7 de marzo de 1965)